# Pomnik Legionistów w Łososinie Górnej
Pomnik Legionistów w Łososinie Górnej – pomnik w podworskim parku, w pobliżu kościoła pw. Wszystkich Świętych w Limanowej, w dzielnicy Łososina Górna.
Poświęcony jest legionistom Józefa Piłsudskiego, a zwłaszcza tym, którzy pochodzili z okolic: Stanisławowi Odziomkowi, Janowi Droźdżowi i Józefowi Markowi.

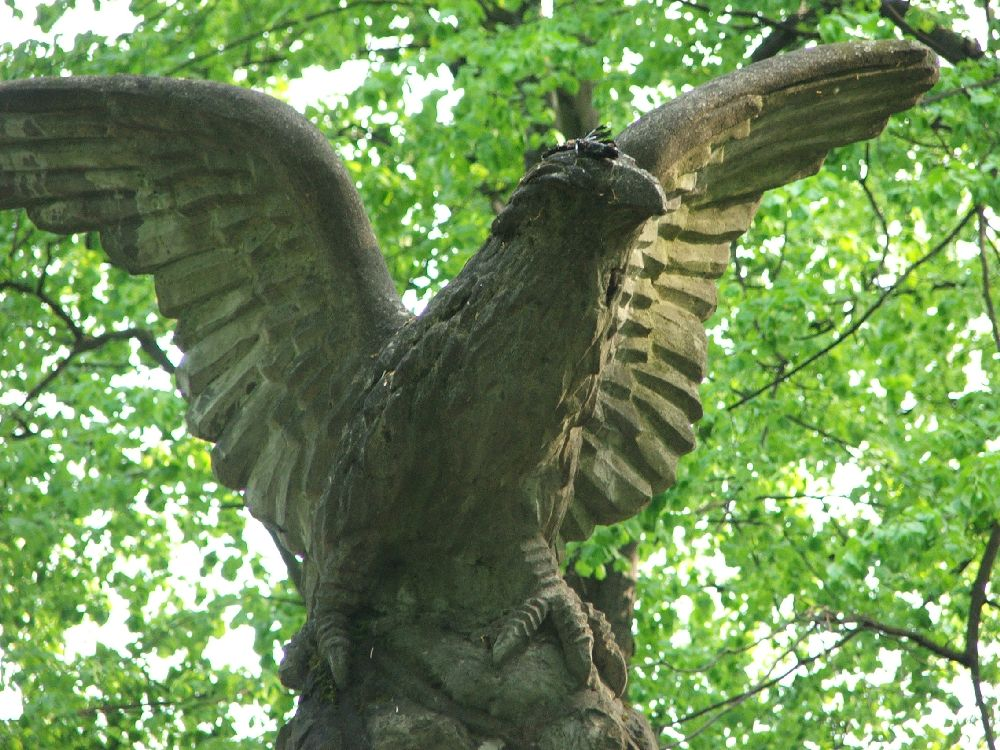
Orzeł z pomnika

Pomnik w formie strzelistego cokołu, na którym znajduje się orzeł z rozpostartymi skrzydłami, zaprojektował Stanisław Odziomek. Jego budowę w znacznej części sfinansowały okoliczne związki strzeleckie. Został odsłonięty 11 listopada 1934 roku i poświęcony przez księdza Kazimierza Łazarskiego. Przed pomnikiem umieszczono dwie armaty.
W 2001 roku w cokół pomnika uroczyście wmurowano symboliczne urny z ziemią przywiezioną z Katynia, Monte Cassino oraz Cmentarza Orląt Lwowskich.